# JAMAM

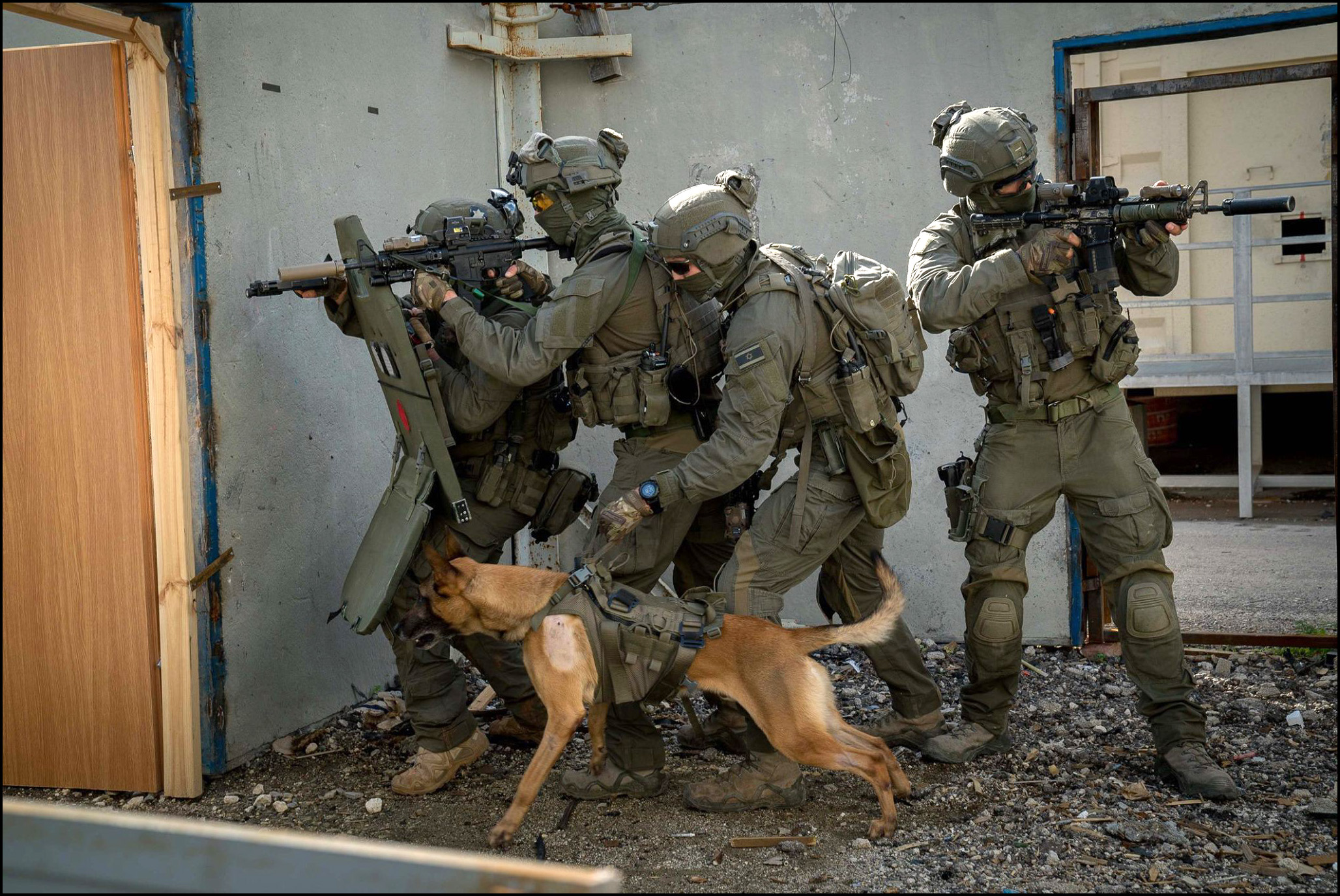
Eine JAMAM-Einheit bei einer Übung mit einem Diensthund

Die JAMAM (hebräisch ימ״מ JaMaM) ist eine paramilitärische Spezialeinheit der israelischen Grenzpolizei Magav mit dem Einsatzschwerpunkt Antiterrorkampf. Der Name ist ein hebräisches Akronym der Worte Spezial-Polizei-Einheit (hebräisch יְחִידָה מִשְׁטָרְתִית מְיוּחֶדֶת Jəchīdah Mischṭartīt Mejūchedet, deutsch ‚Besondere Polizeiliche Einheit‘).

## Auftrag
Das Einsatzprofil der JAMAM umfasst primär Terrorismusbekämpfung und Geiselbefreiung.

## Rekrutierung und Ausbildung
Die JAMAM hat, obwohl Einheit der Grenzpolizei, ihr eigenes Auswahl- und Ausbildungsverfahren. Ihre Mitglieder sind bei Eintritt bereits erfahrene Polizeibeamte und verfügen in der Regel über einschlägige militärische Erfahrung und Ausbildung aus ihrer Wehrdienstzeit oder einer früheren Dienststellung bei den Streitkräften IDF.

## Ausrüstung
Die Einheit verwendet bzw. verwendete Glock-17- und Glock-19-Selbstladepistolen, Sturmgewehre des Typs Colt M4A1 und Colt Commando, Maschinenpistolen des Typs Para Micro Uzi und Micro Tavor X95-SMG, Maschinengewehre IWI Negev NG7-SF, Scharfschützenwaffen der Typen KAC SR-25, PGM Précision 338, PGM Ultima Ratio und Barret MRAD und Flinten der Typen Remington 870 und Benelli M4.

## Geschichte

### Aufstellung
Die JAMAM wurde 1974 nach der misslungenen Geiselbefreiungsoperation bei dem Maʿalot-Massaker aufgestellt.
Am 15. Mai 1974 erfolgte die Besetzung einer Schule in Maʿalot-Tarschiha durch eine Terroristengruppe der Demokratischen Front zur Befreiung Palästinas. Dabei wurden 100 Schüler zu Geiseln. Die Gruppe sicherte das Gebäude mit Sprengfallen gegen einen Sturmangriff. Die herbeigerufene Spezialeinheit Sajeret Matkal des israelischen Heeresnachrichtendienstes Aman sollte die Geiseln befreien. Die Operation misslang, weil ein Scharfschütze einen der Terroristen nur schwer verletzte, statt ihn zu töten. So konnten während des folgenden Feuergefechts die Sprengfallen noch gezündet werden. 22 Schüler verloren bei dieser missglückten Operation ihr Leben und mehr als 60 wurden verletzt. Die Auswertung des Einsatzes brachte die Erkenntnis, dass es Terroristen auch auf israelischem Staatsgebiet gelingen kann, derartige Anschläge durchzuführen, und dass sie dabei als Selbstmordattentäter fungieren, also unabhängig von einer Rückzugsmöglichkeit operieren. Das war damals völlig neu und erforderte sowohl die Aufstellung einer entsprechend ausgebildeten Spezialeinheit für den Inlandseinsatz mit polizeilichen Befugnissen als auch neue Einsatz- und Verhandlungskonzepte.
Als Antwort auf das Maʿalot-Massaker wurde die JAMAM aufgestellt.

### Einsätze
Im März 1988 wurde die Einheit alarmiert, als ein mit Frauen, die sich auf dem Rückweg vom Kernforschungszentrum Negev befanden, voll besetzter Bus nahe Dimona entführt wurde. Der Fall wurde als Mothers’ Bus Attack bekannt. Bei der erfolgreichen Befreiungsoperation wurden die drei Entführer, aber auch drei der Geiseln getötet.
Im Jahr 2023 beteiligte sich die Jamam an der Rückeroberung der Polizeistation von Sderot, nachdem Hamas-Terroristen die Station erobert hatten.